# Dan Jemmett
Dan Jemmett est un metteur en scène de théâtre britannique né en 1967 à Londres.

## Biographie
Les deux parents de Dan Jemmett sont d'anciens acteurs. Il étudie la littérature au Goldsmiths College, qui fait partie de l'université de Londres, et en sort diplômé en 1989,.
Durant sa jeunesse, il est marionnettiste au Norwich Puppet Theatre. En 1993, il fonde avec Marc von Henning la compagnie de théâtre expérimental Primitive Science. La compagnie présente à Londres Médée-Matériau de Heiner Müller (Soho Poly Theater), Antigone de Brecht (Battersea Arts Centre), Quartett de Heiner Müller (Lilian Baylis Theatre), Fatzer, fragments de Bertolt Brecht, montage de Heiner Müller (Gate Theatre), Hunger d’après des textes de Franz Kafka (Purcell Room), Imperfect Librarian d’après des nouvelles de Jorge Luis Borges (Young Vic Theatre).
La première mise en scène de Dan Jemmett, Ubu roi d’Alfred Jarry, est présentée au Young Vic Theatre. En 1998, la pièce est reprise au Théâtre de la Cité internationale à Paris,. Depuis 1999, Jemmett s'est établi en France,. Il met en scène Presque Hamlet avec Gilles Privat.
Jemmett met également en scène des œuvres lyriques, comme L’Occasione fa il ladro de Rossini en 2004 ou Béatrice et Bénédict de Berlioz en 2010.

## Pièces
- 2002 : Presque Hamlet d’après William Shakespeare, Théâtre Vidy-Lausanne, Théâtre national de Chaillot
- 2002 : Shake d’après La Nuit des rois de William Shakespeare, Théâtre de la Ville
- 2003 : Dog Face d’après The Changeling de Thomas Middleton, Théâtre Vidy-Lausanne, Théâtre des Abbesses
- 2003 : L’Amour des trois oranges de Carlo Gozzi, Théâtre 71, Théâtre de Sartrouville, tournée en France
- 2004 : L’Occasione fa il ladro de Gioachino Rossini, Théâtre de Sartrouville
- 2004 : Femmes, gare aux femmes de Thomas Middleton, Théâtre des Abbesses, Théâtre Vidy-Lausanne
- 2005 : William Burroughs surpris en possession du chant du vieux marin de Samuel Taylor Coleridge de Johny Brown, Théâtre des Abbesses
- 2006 : The Little Match Girl d’après le conte de Christian Andersen, La Petite Fille aux allumettes, créé en collaboration avec le groupe anglais Tiger Lillies au festival de Syracuse, Théâtre des Abbesses
- 2006 : Le Musée du désir de John Berger
- 2007 : L’Ormindo de Francesco Cavalli et Giovanni Faustini (en), Théâtre Silvia Monfort
- 2007 : Les Précieuses ridicules de Molière, Comédie-Française Théâtre du Vieux-Colombier
- 2009 : La Grande Magie d'Eduardo De Filippo, Comédie-Française, Salle Richelieu
- 2010 : Béatrice et Bénédict d'Hector Berlioz, Théâtre national de l'Opéra-Comique
- 2010 : Le Donneur de bain de Dorine Hollier, Théâtre Marigny
- 2010 : La Comédie des erreurs de William Shakespeare, Théâtre Vidy-Lausanne, puis en 2011 au Théâtre des Bouffes du Nord
- 2011 : Ubu enchaîné d'Alfred Jarry, Le PhéniX, tournée
- 2011 : La Nuit des rois de William Shakespeare, Théâtre Polski, Varsovie
- 2012 : Les Trois Richard d’après Richard III de William Shakespeare, Printemps des Comédiens, tournée
- 2012 : La Tempête de William Shakespeare, Théâtre Polski, Varsovie
- 2013 : El Café de Rainer Werner Fassbinder, Teatro de La Abadía (es), Madrid
- 2013 : The collected works of Billy the Kid de Michael Ondaatje, Théâtre des Bouffes du Nord
- 2013 : La Tragédie d'Hamlet de William Shakespeare, Comédie-Française, Salle Richelieu
- 2014 : Macbeth (The Notes) d'après Macbeth de William Shakespeare, Printemps des Comédiens, tournée
- 2016 : Dommage qu'elle soit une putain de John Ford, Théâtre Polski, Varsovie
- 2017 : Clytemnestre@pocalypse de David Turkel
- 2019 : Je suis invisible ! d'après Le Songe d'une nuit d'été de William Shakespeare, Théâtre de Carouge
- 2019 : Nekrassov de Jean-Paul Sartre, Teatro de la Abadía, Madrid
- 2020 : Othello de William Shakespeare, Comedia Nacional, Montevideo

## Distinctions
- Prix du Syndicat de la critique 2002 : Prix de la révélation théâtrale de l'année pour sa mise en scène de Shake[3].